# TOBAM
 (mai 2025).
TOBAM a été créée en 2005 par Yves Choueifaty,.Cette société de gestion d'actifs a mis en place une approche quantitative unique qui vise à maximiser la diversification des investissements.[passage promotionnel]
TOBAM propose aux investisseurs, le portefeuille le plus diversifié, via son approche brevetée Maximum Diversification. L’Anti-Benchmark maximise la diversification et évite les concentrations de risque existant au sein des indices capi-pondérés.[passage promotionnel] TOBAM gérait 8.9 milliards de dollars d’encours (mars 2015), au travers de sa gamme Anti-Benchmark pour des clients du monde entier, notamment des fonds de pension, fonds souverains, réseaux de distribution et banques privées.

## Histoire
- 2005 : création de la société par Yves Choueifaty[2].
- Février 2010 : TOBAM adhère aux principes de l'investissement responsable des UN-PRI[4]
- Avril 2011: CalPERS devient actionnaire minoritaire de Tobam[5]
- Juin 2011 : TOBAM obtient ses brevets aux États-Unis et au Canada pour son approche Maximum Diversification et la stratégie d'investissement Anti-Benchmark
- Mai 2012: AMUNDI devient actionnaire minoritaire de Tobam et un partenaire de distribution non exclusif[6]
- Novembre 2013 : ouverture d'un bureau à New York[7],[8].
- Mai 2014: TOBAM lance sa première stratégie obligataire : Tobam Anti-Benchmark US Credit[9]
- Février 2015: TOBAM atteint les 8 milliards d'actifs sous gestion[10]